# René de Froulay de Tessé
René de Froulay III, Comte de Tessé, Vescomte de Beaumont i de Fresnay, marquès de Lavardin i Gran d'Espanya (Le Mans, 1648 - Grosbois, 1725), fou un militar (Mariscal de França) i aristòcrata francès al servei de Felip V d'Espanya durant la Guerra de Successió Espanyola. Va ser nomenat comandant en cap de l'exèrcit hispànic borbònic al front peninsular l'any 1704 després de la destitució del Duc de Berwick, i fou destituït l'any 1706 després de ser derrotat al Setge de Barcelona de 1706. També va ser diplomàtic durant el període de regència posterior a la mort de Lluís XIV de França.

## Guerra franco-holandesa
El Comte de Tessé va servir com ajudant del mariscal de camp Créquy el 1669 i després va lluitar a la Guerra francoholandesa.
A la revocació de l'edicte de Nantes (1685), va participar sota els ordres del duc de Noailles a les campanyes del Rosselló com a coronel de dragons i el 1688 va obtenir el grau de mariscal de camp i el 1692 el de coronel general.

## Guerra dels Nou Anys
En el transcurs de la Guerra dels Nou Anys va servir a les ordres del general Baró de Montclar. Quan serví sota les ordres del Comte de Mélac va tenir un paper de primer pla en la devastació del Palatinat ordenada per Lluís XIV de França. En els últims mesos de la guerra va sostenir amb èxit el setge del fort de Pignerol en Valteline.

## Guerra de Successió Espanyola
A l'esclat de la Guerra de Successió Espanyola es trobava destinat al front italià, on l'any 1702 defensà eficaçment Màntua malgrat rebre tres ferides.
Va obtenir la distinció de mariscal de França el 1703 i el 1704 va ser nomenat comandant en cap de l'exèrcit hispànic borbònic arran de la destitució del Duc de Berwick.
La seva primera operació al front peninsular va ser el Setge de Gibraltar (1705) rellevant el Marquès de Villadarias. Però les malalties de les tropes borbòniques i l'avituallament regular de les tropes austriacistes acantonades a Gibraltar gràcies a la flota anglo-holandesa resolgueren al Comte de Tessé a concloure que per prendre la fortalesa calia una acció combinada marítima i terrestre. Tanmateix, la destrucció de l'esquadra francesa despatxada a tal fi el 21 de març de 1705 en la batalla de Cabrita va forçar el Comte de Tessé a aixecar el setge a finals d'abril de 1705.
La següent campanya del front peninsular fou a la frontera hispano-portuguesa, intentant de rebutjar la invasió austriacista des de Portugal. El comte de Tessé aconseguí parcialment el seu objectiu després de vèncer al Setge de Badajoz i al Setge d'Alcàntara.
La seva darrera campanya fou a Catalunya el 1706, quan assistit per l'esquadra del Comte de Tolosa va iniciar el Setge de Barcelona de 1706. Malgrat una potència de foc inadequada, els francesos van aconseguir obrir tres bretxes a les fortificacions. Però abans que Tessé es decidís a atacar la Barcelona l'anunci de l'arribada de la flota de socors manada per l'Almirall John Leake va provocar la fugida de l'esquadra francesa i la retirada del comte de Tessé.
El setge s'aixecà ràpidament durant la nit de l'11 al 12 de maig de 1706, abandonant sobre el terreny ferits, canons i caixes de munició. Aquesta retirada va ser severament recriminada pel ministeri i el Comte de Tessé va ser destituït. (com a anècdota, es va produir un eclipsi de sol, símbol de Lluís XIV de França, el dia de la retirada borbònica).
La darrera gran acció militar del Comte de Tessé va tenir lloc l'any 1707 quan va aconseguir evitar la caiguda de Toló, base naval mediterrània de l'esquadra francesa, fent fracassar la invasió del sud de França liderada pel Príncep Eugeni de Savoia des d'Itàlia. Malgrat tot, els francesos havien barat el mateix port enfonsant els seus vaixells, raó per la qual malgrat el fracàs de l'operació austriacista, l'actuació de l'esquadra francesa al mediterrani es va veure limitada durant un llarg període.
El 1712 el Comte de Tessé fou nomenat general de les galeres, càrrec del qual va dimitir el 1716 per entrar al consell de la Marina.

## Expedient diplomàtic
Entre 1693 i 1696 va tenir amb Víctor Amadeu II de Savoia converses secretes que van culminar amb el Tractat de Torí (29 d'agost de 1696) i el matrimoni del Duc de Borgonya amb Maria Adelaida de Savoia.
El 1708 va ser nomenat ambaixador a Roma i el 1723 a Espanya, quan va persuadir a Felip V d'Espanya a retornar al tron després de la mort del seu fill Lluís I d'Espanya, en favor de qui havia abdicat un any abans.